# Hypervideo
Als Hypervideo bezeichnet man eine Variante von Hypermedia, bei der als Basismedium Video-Dateien eingesetzt werden. Die Inhalte der Videos werden dabei durch Hyperlinks, sogenannte Hotspots, ergänzt. Als erste Hypervideo-Anwendung gilt die „Aspen Moviemap“.

## Umsetzung
Hotspots dienen unter anderem
- zur Navigation im Video selbst
- als Zugang zu anderen Videos und
- als Zugang zu weiterführenden Informationen

Die Gestaltung der Hyperlinks und ihre Darstellung im Video kann sehr unterschiedlich erfolgen. Die Verlinkungen können sich zum Beispiel mit den Objekten im Video bewegen, mit denen sie assoziiert sind. Neben Unterhaltungs-Aspekten findet Hypervideo insbesondere in E-Learning-Umgebungen Anwendung.

## Verbreitung
Heute finden Hypervideos durch die Web-2.0-Technologien eine hohe Verbreitung. Videoportale wie YouTube verwenden die Technik um die Medien zu annotieren. Während des Abspielens des Videos wird z. B. am unteren Rand eine Nachricht eingeblendet. Unternehmen verwenden die Technik, um in ihren Werbevideos Hotspots z. B. in Form von Sprechblasen zu platzieren.